# 극락조자리 제타
극락조자리 제타(ζ Aps)는 극락조자리 방향에 있는 항성이다. 이 별의 이름인 ‘제타’는 요한 바이어가 별자리 내 밝기의 순서에 따라 붙인 것이다. 겉보기 등급은 +4.78로 밤하늘에서 맨눈으로 볼 수 있다. 시차를 이용하여 이 별까지의 거리를 구하면 약 297광년이 나온다.
극락조자리 제타의 분광형은 K2 III인데 III은 광도분류상 항성진화 단계의 후반에 접어든 거성이다. 주연감광을 고려하여 각지름을 잰 결과 약 2.06 ± 0.02 밀리초각이 나왔다. 이 별까지의 거리를 이용하면 제타의 지름은 태양의 약 20배가 나온다. 제타 대기의 온도는 약 4,388켈빈으로 우리 눈에는 오렌지 색 빛이 나는 것처럼 보인다.

## 이름
극락조자리는 남반구의 별자리로 동아시아 별자리에는 예전에 없던 존재였다. 중국어로 이 별자리를 ‘이작’(異雀, Yì Què)으로 해석했는데 이는 ‘이국적인 새’라는 의미이다. 이 이작에 속한 별들로 극락조자리 제타, 델타, 요타, 감마, 팔분의자리 델타, 베타, 에타, 알파, 엡실론이 있다. 베타별 자체를 부르는 명칭은 ‘이작일’(異雀一, Yì Què yī)로 ‘이작의 첫 번째 별’이라는 뜻이다.